# سلمى بناني
 سلمى بنّاني أو باللقب الملكي الأميرة لالة سلمى (10 مايو 1977 -)، هي والدة ولي عهد المغرب الأمير مولاي الحسن والأميرة لالة خديجة. كانت السيدة الأولى للمملكة المغربية خلال زواجها بملك المغرب محمد السادس بن الحسن حيث أصبحت تحمل لقب أميرة وصاحبة السمو الملكي. تنتمي سلمى بناني لعائلة فاسية عريقة، تنحدر من المرينيين الأندلسيين العبدلاويين من عقب السلاطين الموحدين ملوك المغرب والأندلس.
تقلدت الأميرة بعد زواجها مناصب هامة أبرزها رئيسة مؤسسة للا سلمى للوقاية وعلاج السرطان وسفيرة النوايا الحسنة لمنظمة الصحة العالمية. بعد اختفائها من المشهد العام منذ ديسمبر 2017، تُكهِن بانفصالها عن العاهل المغربي، خاصة بعد أن وصفها محامي العائلة الملكية في فرنسا بالزوجة السابقة إثر بيان توضيحي لتكذيب الشائعات حول اختفائها.

## دراستها
تلقت دراستها بالرباط إذ التحقت بالتعليم الابتدائي بالعاصمة ثم تابعت دراستها الثانوية بمؤسسة نموذجية تابعة لوزارة التربية الوطنية وأحرزت شهادة البكالوريا سنة 1995 بميزة حسن في شعبة العلوم الرياضية بثانوية الحسن الثاني.
بعد سنتين من الدراسة بثانوية مولاي يوسف في الأقسام التحضيرية للمدارس العليا (الرياضيات العليا والمتخصصة) إلتحقت للا سلمى بالمدرسة الوطنية العليا للمعلوماتية وتحليل النظم حيث أمضت بها ثلات سنوات تكللت بحصولها على دبلوم مهندسة الدولة في المعلوميات وتبوئها للدرجة لأولى من دفعة سنة 2000 م، وقد عملت للا سلمى بمجموعة أومنيوم شمال أفريقيا (أونا) بصفتها مهندسة للمنظومات المعلوماتية حيث سبق لها أن أمضت تدريبا لمدة ستة أشهر في إطار دراستها.

## زواجها
تزوجت الملك في حفل زواج خاص عام 2002م، تزوجا علنا وهو ما يشكل سابقة في تاريخ الأسرة المالكة بالمغرب وقاما بدعوة 400 من العرسان المغاربة من جميع أنحاء البلاد للزواج بنفس الوقت. وفي خروج على التقاليد مُنِحَت الزوجة الجديدة لقب أميرة، بعد أن كان يطلق على زوجات الملوك في المغرب لقب «أمهات الأمراء» وتمت إضافة لقب لالة. كما أنها أنجبت ولي عهد المغرب وهو الأمير مولاي الحسن والأميرة لالة خديجة.

## النشاط الخيري
إنخرطت الأميرة في العمل الخيري بشكل بارز على المستويين المغربي والعربي، حيث لعبت الأميرة للا سلمى دورًا ملحوظًا في الحياة العامة من خلال إشرافها على مشاريع تنموية وخيرية. وتعتبر جمعية للا سلمى لمحاربة داء السرطان التي تأسست سنة 2005 م بمبادرة منها نموذجًا فاعلًا في دعم الجهود الرّامية إلى مساعدة المصابين بداء السرطان بالمغرب، والعمل بمعية مختلف الشركاء إلى تحسين ظروف الإستشفاء والتكفل بالمرضى وتشجيع أعمال الوقاية والكشف المبكر، والعمل على بث روح التطوع في هذا المجال، والانخراط الفاعل في مجال البحث العلمي عبر خلق روابط واتصالات، للاستفادة من الخبرات والدعم والسعي إلى تعدد الشراكات داخل المغرب وخارجه.
كما سهرت على تدشين العديد من المراكز الصحية والعلمية، من بينها المركز المرجعي للرصد المبكر لسرطاني الثدي وعنق الرحم، بمستشفى الملازم محمد بوافي، وبناء دور الإيواء كمشاريع خيرية تابعة لجمعية لالة سلمى لمحاربة داء السرطان، كالمشروع الذي شُيِّدَ على مقربة من المستشفى الجامعي محمد السادس في مراكش، كما ذكرت تقارير صحفية عن تتبع الأميرة عن كثب لسير الأعمال الخيرية، وذلك من خلال برمجة زيارات ميدانية مفاجئة للإطلاع شخصيا على حقيقة مدى تقدم وسير الأعمال والخطط والبرامج المجمع إنجازها، والمرتبطة بأهداف الجمعية منذ تأسيسها سنة 2005.

## الاختفاء من المشهد العام
منذُ أوائل عام 2018، لوحظ غيابُ الأميرة سلمى بشكل رسمي من المشهد العام، حيث يرجع آخر ظهور رسمي إلى شهر أكتوبر 2017، خلال مشاركتها في المؤتمر العالمي للأمراض المزمنة الغير معدية في أوروغواي برعاية منظمة الصحة العالمية؛ فيما يرجع آخر ظهور عام لشهرِ ديسمبر من نفس السنة في متحف محمد السادس للفن الحديث والمعاصر في الرباط. زادت شائعات غيابها المُفاجئ، بعد أن غابت عن الصورة العائلية للأسرة المالكة الملتقطة احتفاءً بنجاح عملية انتظام إيقاع ضربات القلب للعاهل المغربي محمد السادس في باريس يوم 26 فبراير. عززها غيابها عن عدد من الأنشطة الملكية الرسمية الهامة، من ضمنها مراسم استقبال ملك إسبانيا فيليب السادس وعقيلته ليتيزيا أورتيز في زيارتهما للمملكة المغربية.
في 21 مارس 2018، نشرت مجلة (هولا) الإسبانية مقالًا مطولًا عن زواج الأميرة سلمى وطلاقها من الملك محمد السادس وفق مصادر مقربة من القصر، في المقابل لم يُعلق الديوان الملكي أو الحكومة المغربية على الأسئلة الموجهة بهذا الخصوص.
في يوم السبت 20 يوليو 2019، أرسل محامي القصر الملكي في فرنسا إريك دوبون موريتي باسم الملك محمد السادس والأميرة للا سلمى بيانا توضيحيا لمجلة غالا الفرنسية يكذب من خلاله شائعات الخطف أو الهروب أو اختفاء الأميرة وأطفالها، واصفا إياها بالزوجة السابقة مؤكدا أن جل الادعاءات المزعومة تعد فعلًا محظورًا ومخالفًا للقانون، تستوجب المتابعة القضائية بتهمة التشهير، داعيًا إلى ضرورة احترام العائلة الملكية.
في 27 سبتمبر 2022، نشر الصحفي "محمد واموسي" فيديو يوثق ظهور الأميرة سلمى خلال زيارة خاصة قامت بها بمعية بعض مقربيها إلى "برج القريقية" التاريخي في مدينة أصيلة شمال المغرب.